# Pseudhydrobaenus porteri
Pseudhydrobaenus porteri är en tvåvingeart som beskrevs av Brethes 1912. Pseudhydrobaenus porteri ingår i släktet Pseudhydrobaenus och familjen fjädermyggor. Inga underarter finns listade i Catalogue of Life.